# Kevin Faulk
Kevin Faulk (* 5. Juni 1976 in Lafayette, Louisiana) ist ein ehemaliger US-amerikanischer American-Football-Spieler auf der Position des Runningbacks. Bis zu seinem Karriereende 2011 spielte er bei den New England Patriots in der National Football League. Er gewann drei Super Bowls mit dem Team. Der ehemalige Runningback der Indianapolis Colts und St. Louis Rams, Marshall Faulk, ist entfernt mit Kevin verwandt.

## Karriere
Faulk ging auf die Louisiana State University und wurde dort sofort erster Runningback. Dort hält er mehrere Rekorde, beispielsweise mit 8.833 Yards und 53 Touchdowns insgesamt, was das fünfthöchste in der ganzen NCAA ist.
Beim NFL Draft 1999 wurde er in der zweiten Runde von den New England Patriots als 46. Spieler insgesamt ausgewählt und konnte schon in seinem ersten Jahr 1.358 Yards in elf Spielen laufen. Zusätzlich lief er am 15. November 1999 einen Kickoff für 95 Yards zurück. In den zwei folgenden Saisons konnte er einmal insgesamt 1.909 und 1.075 erzielen. 2002 wurde er mit 1440 Yards insgesamt und durchschnittlich 27,9 Yards pro Kick-Off-Return zweitbester in der NFL. Außerdem brach er den Rekord für die meisten Yards bei Returns in der Karriere und konnte somit David Meggett schlagen, der 2.561 Yards in seinen Jahren bei Patriots erzielen konnte. Am Ende der Saison 2006 konnte er 276 gefangene Pässe in seiner Karriere vorweisen und hält somit den Rekord als Runningback bei den Patriots.

## Statistiken
| Jahr  | Team                 | Spiele gespielt | Rushing Vers. | Yards | Durch. | TD | 1st Downs | Long | Fumb | Fumb Lost |
| ----- | -------------------- | --------------- | ------------- | ----- | ------ | -- | --------- | ---- | ---- | --------- |
| 1999  | New England Patriots | 11              | 67            | 227   | 3,4    | 1  | 7         | 43   | 3    | 2         |
| 2000  | New England Patriots | 16              | 164           | 570   | 3,5    | 4  | 31        | 18   | 4    | 2         |
| 2001  | New England Patriots | 15              | 41            | 169   | 4,1    | 1  | 9         | 24   | 0    | 0         |
| 2002  | New England Patriots | 15              | 52            | 271   | 5,2    | 2  | 8         | 45   | 0    | 0         |
| 2003  | New England Patriots | 15              | 178           | 638   | 3,6    | 0  | 28        | 23   | 3    | 3         |
| 2004  | New England Patriots | 11              | 54            | 255   | 4,7    | 1  | 14        | 20   | 0    | 0         |
| 2005  | New England Patriots | 8               | 51            | 145   | 2,8    | 0  | 5         | 13   | 1    | 1         |
| 2006  | New England Patriots | 15              | 25            | 123   | 4,9    | 1  | 6         | 11   | 0    | 0         |
| 2007  | New England Patriots | 16              | 62            | 265   | 4,3    | 0  | 15        | 14   | 0    | 0         |
| Summe |                      | 122             | 694           | 2663  | 3,8    | 11 | 123       | 45   | 11   | 8         |

| Personendaten    | Personendaten                     |
| ---------------- | --------------------------------- |
| NAME             | Faulk, Kevin                      |
| KURZBESCHREIBUNG | US-amerikanischer Footballspieler |
| GEBURTSDATUM     | 5. Juni 1976                      |
| GEBURTSORT       | Lafayette, Louisiana              |